# Партія Ігоря Колихаєва «Нам тут жити»
Партія Ігоря Колихаєва «Нам тут жити» (попередня назва: Всеукраїнське об'єднання «Відродження України») — українська соціал-демократична партія, заснована у 2014 році.

## Історія

### Всеукраїнське об'єднання «Відродження України»
У липні 2014 року, група громадських діячів ініціювала створення партії. До ініціативи долучилися професор Федір Кирилюк, письменник Петро Осадчук, громадський діяч Галина Висоцька.
Установчий з'їзд відбувся 26 липня 2014 року у Києві. В ньому узяли участь 30 учасників. До політради партії увійшли Федір Кирилюк, Віктор Левченко, Олексій Станчевський. Контрольно-ревізійну комісію очолив Юрій Головатий.
12 грудня 2014 року реєстраційна служба України зареєструвала партію.
Партія займається соціальною роботою, волонтерською діяльністю, допомогою українським військовим у зоні АТО, контролем влади і виступає за концепцію «рівних можливостей» в українському суспільстві.

### Партія Ігоря Колихаєва «Нам тут жити»
11 лютого 2020 року партію перейменовано на «Партія Ігоря Колихаєва „Нам тут жити“», та перенесено штаб-квартиру в м. Херсон. Партію очолив Геннадій Лагута — помічник народного депутата України Ігоря Колихаєва.
За результатами місцевих виборів 2020 року партія отримала 13 (з 64) місць в Херсонській обласній раді. На виборах міського голови Херсона переміг Ігор Колихаєв який балатувався від партії, хоча є членом партії За майбутнє.